# Louis Verneuil

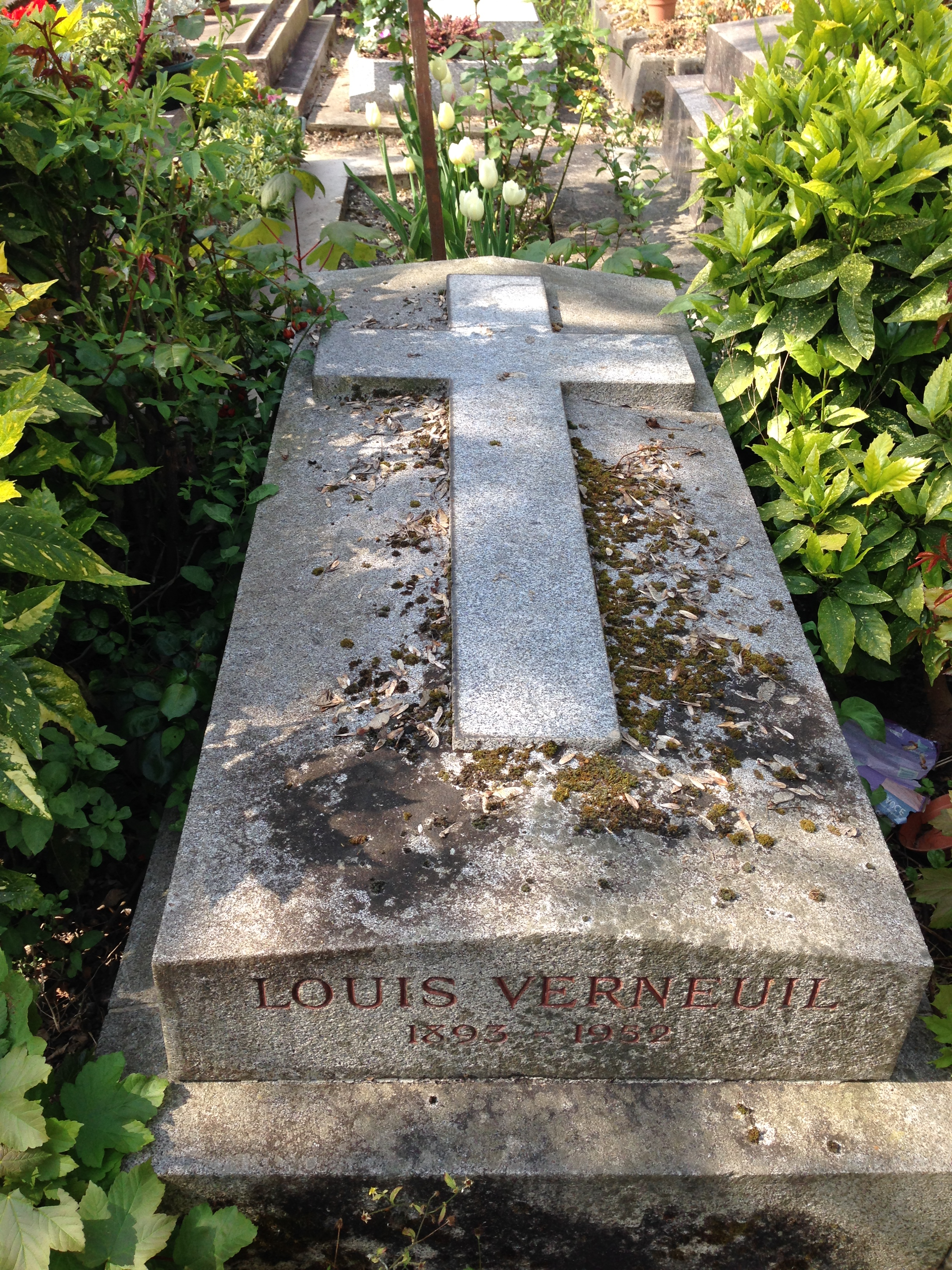
Louis Verneuils grav på Père-Lachaise i Paris.

Louis Verneuil, egentligen Louis Collin du Bocage född 14 maj 1893 i Paris, död 3 november 1952 i Paris, var en fransk dramatiker, filmmanusförfattare, regissör och skådespelare.

## Biografi
Verneuil skrev under mellankrigstiden en rad komedier, vilka blev världssuccéer. Från 1940 vistades han i USA. Hans Hustruleken (1950) blev en stor framgång även i Sverige.
Verneuil begick självmord på grund av depression. Han är begravd på Père-Lachaise.